# アヴァイキ洞窟

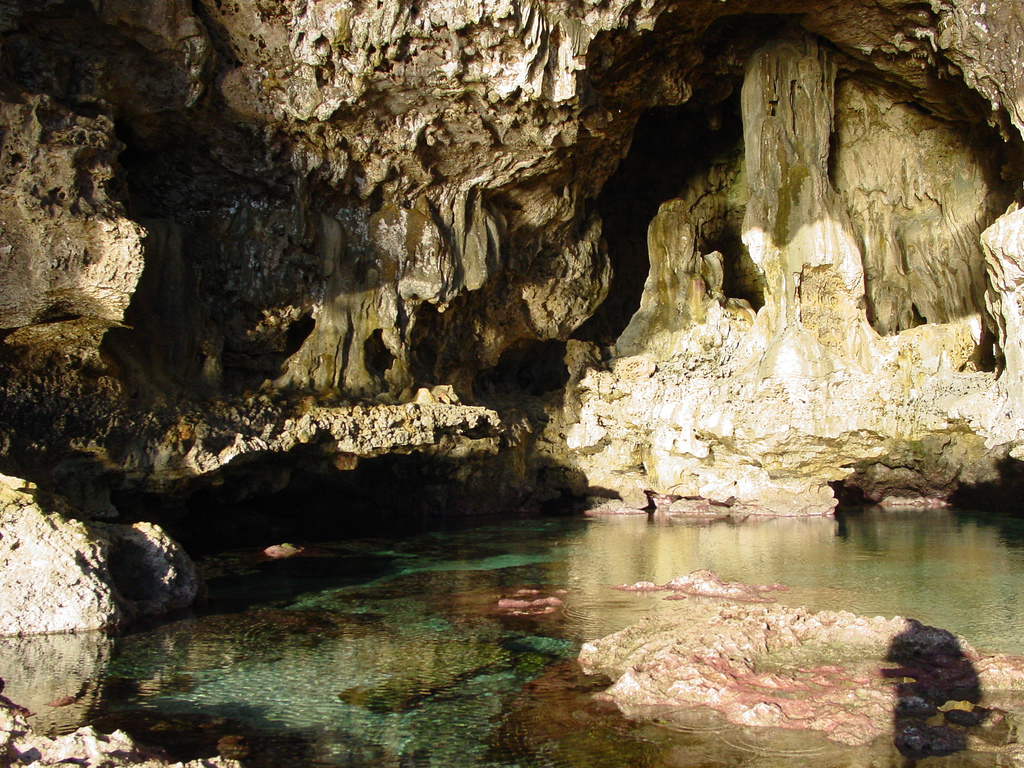
アヴァイキ洞窟の入口

アヴァイキ洞窟(アヴァイキどうくつ、Avaiki-Höhle)は、ニウエの西に位置する洞窟である。

## 概要
この洞窟はニウエの首都アロフィから北に6㎞のマケフ村にある。昔は王の浴場として使われ、現在は観光地になっている。近くには他の洞窟もある。
ポリネシア人の故郷とされるアヴァイキに由来する。